# 棒球打擊練習場

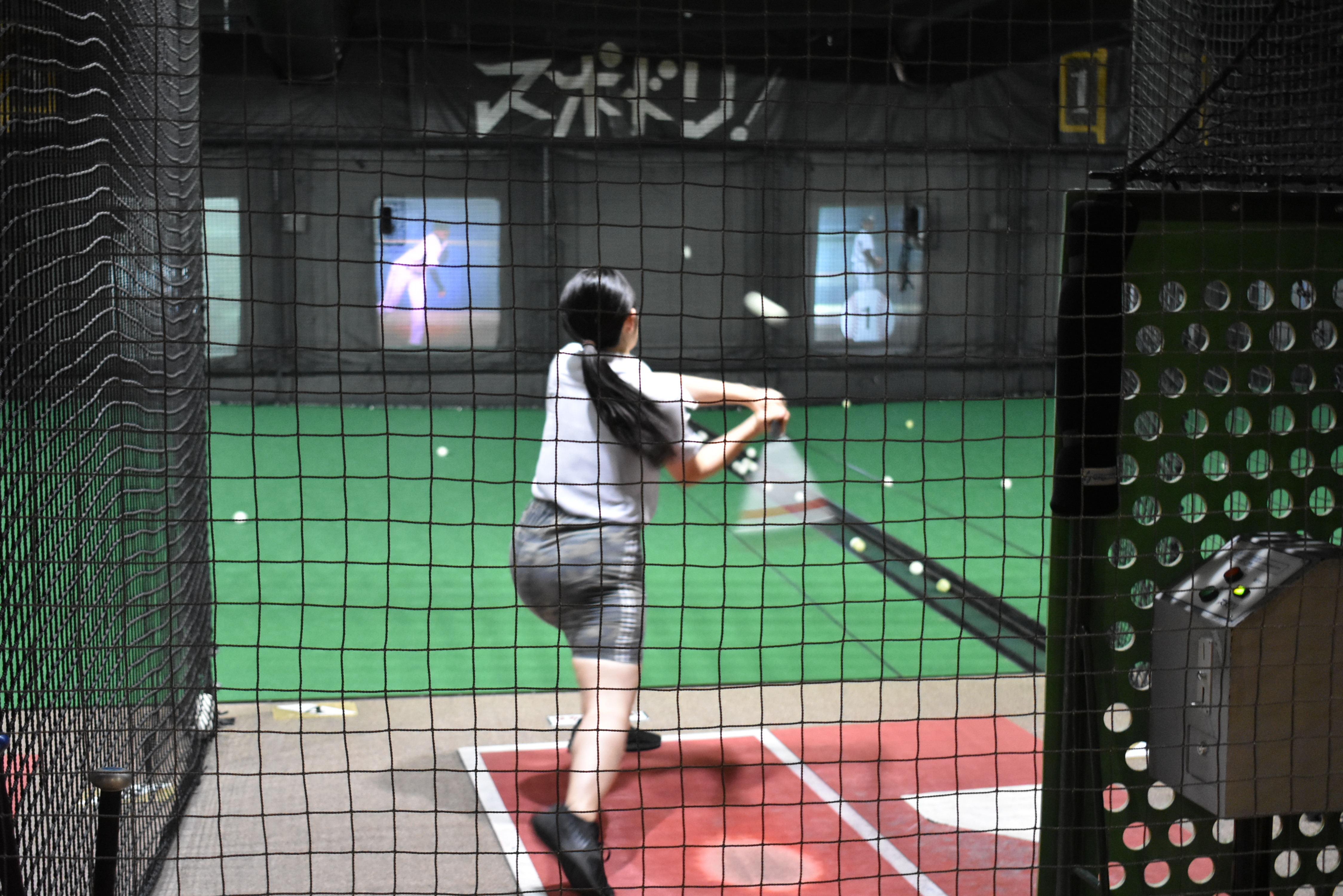
東京巨蛋城的棒球打擊練習場，投球機投球時旁邊的螢幕同步播放真人投球畫面

棒球打擊練習場，為設置機械投球手臂，並設定不同球速、球路，以供棒球、壘球打擊訓練之場地。

## 歷史
1990年，台灣成立職業棒球聯盟，隨後引起全岛棒球熱潮。加上1990年代後，社會風氣開放，人民所得提升，民眾在休閒活動方面之需求顯著增加，始有業者仿效日本、美國等國家，引進機械投球手臂。棒球打擊練習場即為此一時代背景下所出現之產物，並且如雨後春筍般在各縣市林立。
1996年，中華職棒聯盟第一次簽賭案爆發，民眾對職棒參與的熱情迅速冷卻，連帶對棒球打擊練習場產生重大影響。許多縣市的打擊練習場因生意不佳紛紛倒閉，結束營業。大台北地區更一度僅剩板橋一家業者苦撐。
2001年，在台灣舉辦的世界盃棒球賽重新點燃台灣民眾對於棒球參與的熱情。2002年洛杉磯道奇隊選手陳金鋒首度登上大聯盟。2003年亞錦賽中華隊取得進軍奧運資格。2005年紐約洋基隊投手王建民，代表台灣球員首度在大聯盟取得穩固的一席之地。
2001年後種種對於棒球熱潮有利的背景因素，重新累積民眾對於棒球活動的參與熱情。而因應此潛在的需求，在台北、新竹、台中、高雄等都會區，棒球打擊練習場則再度陸續成立。

## 現況
早期棒球打擊練習場多僅以鐵皮屋搭建，內部擺放電玩機台及撞球台，並加上護網及投球機即開始對外營業，外觀及整體設備顯得簡陋，且無室內禁煙之觀念。
隨著台灣人民生活水準提高，以及對娛樂場所美感、質感的要求提升，2001年世棒賽熱潮後所陸續成立之棒球打擊練習場，在外觀上多採用與棒球結合的設計風格，內部設施裝潢質感及衛生清潔條件也顯著改善，並且增設大型液晶電視，以供球迷在重大賽事時可以齊聚觀賞。而在本身設備方面，除既有的機械手臂球道外，也增設模擬投手畫面球道、九宮格投準機、壘球打擊球道...等等多元化棒球相關訓練設備。